# Campionato sudamericano di rugby 2009
Il campionato sudamericano di rugby 2009 (in spagnolo Sudamericano de Rugby 2009; in portoghese Campeonato Sul-Americano de Rugby de 2009) fu il 31º campionato continentale del Sudamerica di rugby a 15.
La sua prima divisione si tenne in Uruguay dal 25 aprile al 23 maggio 2009 tra cinque squadre nazionali e fu vinta dall'Argentina, con la sua formazione A, per la trentesima volta, diciannovesima consecutiva.
Gli incontri si tennero tutti allo stadio Charrúa di Montevideo tranne uno che fu disputato a Viña del Mar tra i padroni di casa del Cile e il Brasile.
Oltre all'ormai collaudato sistema a due livelli, fu adottata una nuova formula per la disputa del Sudamericano "A": Brasile, Cile, Paraguay e Uruguay si incontrarono tra di loro per stabilire quali sarebbero state le due sfidanti della detentrice del titolo, l'Argentina, la cui federazione, nell'occasione, inviò al torneo la propria nazionale "A", gli Jaguares.
Alla miglior sfidante sarebbe stato assegnato un trofeo apposito, chiamato "Coppa Atilio Rienzi", in omaggio ad Atilio Rienzi Saralegui, ex giocatore uruguaiano e presidente della sua federazione a cavallo tra i due secoli.
Dopo le prime tre giornate i Jaguares avrebbero affrontato nell'ordine la seconda e poi la prima classificata del torneo tra le altre quattro squadre.
Gli argentini vinsero il torneo battendo il Cile e successivamente l'Uruguay.
Alcuni incontri del Sudamericano "A" valsero anche per il terzo turno della zona americana delle qualificazioni alla Coppa del Mondo 2011: alla vincitrice della classifica avulsa tra Brasile, Cile e Uruguay, infatti, era riservato l'accesso agli spareggi continentali per la seconda posizione utile alla Coppa.
Alle qualificazioni non fu interessata l'Argentina, già ammessa di diritto alla Coppa del Mondo in quanto classificatasi tra le prime 12 squadre della Coppa del Mondo 2007.
A qualificarsi per gli spareggi continentali contro la seconda nordamericana fu l'Uruguay, che si impose sia nei confronti del Cile che del Brasile.
La divisione "B" del Sudamericano si tenne altresì a San José, in Costa Rica, e vide per la prima volta la vittoria della Colombia.
Il valore delle marcature, come stabilito dall’IRFB nel 1992, era: 5 punti per ciascuna meta (7 se trasformata), 3 punti per la realizzazione di ciascun calcio piazzato, idem per il drop.
Per tutte le fasi e divisioni del torneo il sistema previde 3 punti per la vittoria, 2 per il pareggio, 1 per la sconfitta e 0 per il forfait.

## Squadre partecipanti
| Sudamericano “A” | Sudamericano “B” |
| ---------------- | ---------------- |
| Argentina        | Colombia         |
| Brasile          | Costa Rica       |
| Cile             | Perù             |
| Paraguay         | Venezuela        |
| Uruguay          |                  |

## Sudamericano "A"

### 1ª giornata
| Arbitro: | H. Filoména |

|                                                                                          |      |           |
| Arocena de Posadas (3) Espiga Etcheverry Fonseca Gibernau Horta Morales Protasi Silveira | mt   | Ayala     |
| Arocena (3) Etcheverry (5)                                                               | tr   | Centurión |
| Arocena (3)                                                                              | c.p. |           |

| Arbitro: | Andrés Ramos |

|                                                                   |      |          |
| Labbe (2) Llorens (2) Marsalli Olave (2) Onetto Valderrama Valdes | mt   |          |
| Valderrama (3)                                                    | tr   |          |
| Valderrama (4)                                                    | c.p. | M. Duque |

### 2ª giornata
| Arbitro: | Omar Alcocer |

|                               |      |               |
| Coda León (2) Rios Valderrama | mt   | Recalde       |
| Valderrama (3)                | tr   | Centurión     |
| Valderrama                    | c.p. | Centurión (2) |

| Arbitro: | Javier Mancuso |

|                                                                |      |          |
| Campomar R. Capo (3) Conti de Posadas Gibernau (2) Pastore (2) | mt   |          |
| Arocena (3) Etcheverry (6)                                     | tr   |          |
| Arocena                                                        | c.p. |          |
|                                                                | drop | M. Duque |

### 3ª giornata
| Arbitro: | Luís Caviglia |

|                                                     |      |                     |
| Danielewics Dantas M. Duque T. Duque Portugal Silva | mt   | Cabañas F. Cattaneo |
| M. Duque T. Duque (2)                               | tr   | Centurión           |
|                                                     | c.p. | Centurión (3)       |

| Arbitro: | Federico Cuesta |

|                                     |      |             |
| Arocena R. Capo Gibernau R. Sánchez | mt   |             |
| Arocena (4)                         | tr   |             |
| Arocena (6)                         | c.p. | Fuentes (3) |

#### Classifica coppa Atilio Rienzi
| Pos | Squadra  | G | V | N | P | PF  | PS  | DP   | Pt |
| --- | -------- | - | - | - | - | --- | --- | ---- | -- |
| 1   | Uruguay  | 3 | 3 | 0 | 0 | 202 | 19  | +183 | 9  |
| 2   | Cile     | 3 | 2 | 0 | 1 | 122 | 62  | +60  | 7  |
| 3   | Brasile  | 3 | 1 | 0 | 2 | 42  | 171 | −129 | 5  |
| 4   | Paraguay | 3 | 0 | 0 | 3 | 41  | 155 | −114 | 3  |

### 4ª giornata
| Arbitro: | Gustavo Gerbasi |

|                                                                         |      |                |
| B. Agulla (2) Bruno (2) Garzón J. Imhoff (4) Mac Macome Merlo Pata Vega | mt   |                |
| González Iglesias (6) Vega (2)                                          | tr   |                |
| González Iglesias                                                       | c.p. | Valderrama (2) |

### 5ª giornata
| Arbitro: | Jaime Vial |

|             |      |                                         |
|             | mt   | González Iglesias (2) J. Imhoff Merello |
|             | tr   | González Iglesias (2)                   |
| Arocena (3) | c.p. | González Iglesias (3)                   |

#### Classifica Sudamericano "A"
| Pos | Squadra     | G | V | N | P | PF  | PS  | DP   | Pt |
| --- | ----------- | - | - | - | - | --- | --- | ---- | -- |
| 1   | Argentina A | 2 | 2 | 0 | 0 | 122 | 15  | +107 | 6  |
| 2   | Uruguay     | 2 | 1 | 0 | 1 | 55  | 42  | +13  | 4  |
| 3   | Cile        | 2 | 0 | 0 | 2 | 15  | 135 | −120 | 2  |

## Sudamericano "B"

### Risultati
| Data       | Incontro               | Risultato | Sede     |
| ---------- | ---------------------- | --------- | -------- |
| 30-11-2009 | Colombia ― Perù        | 33–10     | San José |
| 30-11-2009 | Venezuela ― Costa Rica | 43–8      | San José |
| 2-12-2009  | Colombia ― Costa Rica  | 48–3      | San José |
| 2-12-2009  | Venezuela ― Perù       | 25–13     | San José |
| 5-12-2009  | Colombia ― Venezuela   | 34–0      | San José |
| 5-12-2009  | Perù ― Costa Rica      | 47–7      | San José |

### Classifica
|  | Classifica | G | V | N | P | PF  | PS  | P±   | PT |
|  | ---------- | - | - | - | - | --- | --- | ---- | -- |
|  | Colombia   | 3 | 3 | 0 | 0 | 115 | 13  | +102 | 9  |
|  | Venezuela  | 3 | 3 | 0 | 1 | 68  | 55  | +13  | 7  |
|  | Perù       | 3 | 2 | 0 | 2 | 70  | 65  | +5   | 5  |
|  | Costa Rica | 3 | 0 | 0 | 3 | 18  | 138 | -120 | 3  |